# Jerzy Dudek
Jerzy Henryk Dudek (IPA: /'jɛʒɨ 'dudɛk/) (Rybnik, 23 marzo 1973) è un dirigente sportivo ed ex calciatore polacco, di ruolo portiere.

## Carriera

### Club

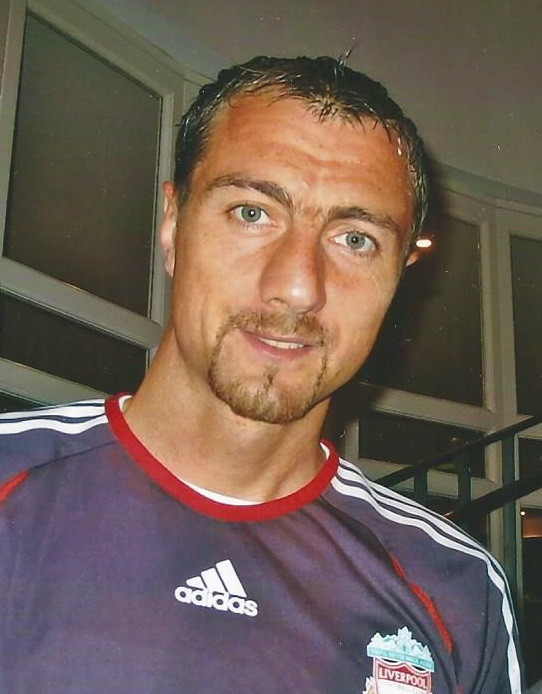
Dudek al Liverpool nel 2006

Dudek esordisce tra i professionisti nel 1995, con la maglia del Sokół Tychy.
Sconosciuto a livello europeo, viene notato dagli osservatori del club olandese del Feyenoord, in cui approda nell'estate del 1996; in poco tempo diventa il portiere titolare della squadra di Rotterdam. Vince il suo primo trofeo da professionista nel campionato 1998-1999, quando il Feyenoord giunge al primo posto in Eredivisie; nel 1999 conquista anche la Supercoppa olandese dopo aver sconfitto in finale l'Ajax.
Il 1º luglio 2001 si trasferisce in Inghilterra, al Liverpool, che lo preleva dal Feyenoord per otto milioni di euro. Acquistato inizialmente come riserva di Sander Westerveld, in poco tempo guadagna la fiducia del tecnico Gérard Houllier e, quando al termine del campionato Westerveld passa alla Real Sociedad, il tecnico francese assegna a Dudek il ruolo di primo portiere. La sua stagione si rivela però ben al di sotto delle aspettative: una serie di errori (clamoroso quello contro il Manchester United nel 2002, quando favorì l'intervento di Diego Forlán mancando un retropassaggio) gli fanno perdere il posto di titolare in favore di Chris Kirkland. Solo un infortunio di quest'ultimo gli permette di disputare tra i pali le ultime gare di campionato, ma il suo rendimento pare comunque altalenante. Dopo la papera del 2002 contro il Manchester United si è ripetuto con altri errori, sempre contro i Red Devils, anche nelle due stagioni successive.
È salito alla ribalta internazionale nel 2005, per aver vinto da protagonista la UEFA Champions League: nella finale contro il Milan si è prodotto in numerosi salvataggi (tra cui una doppia parata su Andrij Ševčenko al 28º minuto dei tempi supplementari), permettendo ai suoi di giungere ai tiri di rigore, dopo che erano andati al riposo sotto di tre reti. Qui, su consiglio del compagno di squadra Jamie Carragher, si è ispirato al "predecessore" Bruce Grobbelaar (protagonista della finale del 1984 tra il Liverpool e la Roma), cercando di innervosire i tiratori avversari; la tecnica si è rivelata efficace e Dudek si è lasciato sfuggire soltanto i tiri di Jon Dahl Tomasson e Kaká, intercettando, dopo l'errore di Serginho, la conclusione di Andrea Pirlo e il rigore decisivo di Ševčenko.
Il 26 agosto 2005 ha vinto la Supercoppa UEFA, grazie al 3-1 inflitto al CSKA Mosca, ma successivamente ha perso il posto da titolare nei Reds. Dalla stagione 2005-2006 gli è stato infatti preferito José Manuel Reina, il cui impiego ha limitato le presenze di Dudek ad appena tre, durante un periodo di squalifica del compagno di reparto. A fine stagione ha vinto la FA Cup.
Nel luglio del 2007 approda al Real Madrid a parametro zero, per fare il vice di Iker Casillas. Il 21 maggio 2011 gioca da titolare l'ultima partita del campionato 2010-2011 (Real Madrid-Almeria 8-1) e, prima di essere sostituito nel finale, viene salutato da tutti i compagni e dal Santiago Bernabéu.

### Nazionale
Il 25 febbraio 1998 viene convocato per la prima volta nella Nazionale polacca, in un match amichevole contro Israele (0-2). Da allora è diventato un elemento importante della squadra, tanto da guadagnarsi la convocazione da parte del CT Paweł Janas per la fase finale del Mondiale 2002; tuttavia non è stato convocato per il Mondiale 2006. In totale, con la maglia della Nazionale polacca ha giocato 60 partite tra il 1998 ed il 2013.

## Statistiche

### Presenze e reti nei club
| Stagione           | Squadra            | Campionato         | Campionato | Campionato | Coppe nazionali | Coppe nazionali | Coppe nazionali | Coppe continentali | Coppe continentali | Coppe continentali | Altre coppe | Altre coppe | Altre coppe | Totale | Totale |
| Stagione           | Squadra            | Comp               | Pres       | Reti       | Comp            | Pres            | Reti            | Comp               | Pres               | Reti               | Comp        | Pres        | Reti        | Pres   | Reti   |
| ------------------ | ------------------ | ------------------ | ---------- | ---------- | --------------- | --------------- | --------------- | ------------------ | ------------------ | ------------------ | ----------- | ----------- | ----------- | ------ | ------ |
| 2001-2002          | Liverpool          | PL                 | 35         | -26        | FACup+CdL       | 2+0             | -1-0            | UCL                | 12                 | -10                | CS          | 0           | 0           | 49     | -37    |
| 2002-2003          | Liverpool          | PL                 | 30         | -33        | FACup+CdL       | 2+2             | -2-1            | UCL+CU             | 6+5                | -8-3               | CS          | 1           | -1          | 46     | -48    |
| 2003-2004          | Liverpool          | PL                 | 30         | -28        | FACup+CdL       | 3+1             | -2-3            | CU                 | 4                  | -4                 | -           | -           | -           | 38     | -37    |
| 2004-2005          | Liverpool          | PL                 | 24         | -25        | FACup+CdL       | 1+6             | -1-4            | UCL                | 10                 | -7                 | -           | -           | -           | 41     | -37    |
| 2005-2006          | Liverpool          | PL                 | 6          | -4         | FACup+CdL       | 0+0             | 0               | UCL                | 0                  | 0                  | SU+CmC      | 0+0         | 0           | 6      | -4     |
| 2006-2007          | Liverpool          | PL                 | 2          | -2         | FACup+CdL       | 1+2             | -3-6            | UCL                | 1                  | -3                 | CS          | 0           | 0           | 6      | -14    |
| Totale Liverpool   | Totale Liverpool   | Totale Liverpool   | 127        | -118       |                 | 20              | -23             |                    | 38                 | -35                |             | 1           | -1          | 186    | -177   |
| 2007-2008          | Real Madrid        | PD                 | 1          | -2         | CR              | 4               | -5              | UCL                | 0                  | 0                  | SS          | 0           | 0           | 5      | -7     |
| 2008-2009          | Real Madrid        | PD                 | 0          | 0          | CR              | 2               | -6              | UCL                | 1                  | 0                  | SS          | 0           | 0           | 3      | -6     |
| 2009-2010          | Real Madrid        | PD                 | 0          | 0          | CR              | 2               | -4              | UCL                | 0                  | 0                  | SS          | 0           | 0           | 2      | -4     |
| 2010-2011          | Real Madrid        | PD                 | 1          | -1         | CR              | 0               | 0               | UCL                | 1                  | 0                  | SS          | 0           | 0           | 2      | -1     |
| Totale Real Madrid | Totale Real Madrid | Totale Real Madrid | 2          | -3         |                 | 8               | -15             |                    | 2                  | 0                  |             | 0           | 0           | 12     | -18    |
| Totale carriera    | Totale carriera    | Totale carriera    | 129        | -121       |                 | 28              | -38             |                    | 40                 | -35                |             | 1           | -1          | 198    | -195   |

### Presenze e reti in nazionale
| Cronologia completa delle presenze e delle reti in nazionale ― Polonia | Cronologia completa delle presenze e delle reti in nazionale ― Polonia | Cronologia completa delle presenze e delle reti in nazionale ― Polonia | Cronologia completa delle presenze e delle reti in nazionale ― Polonia | Cronologia completa delle presenze e delle reti in nazionale ― Polonia | Cronologia completa delle presenze e delle reti in nazionale ― Polonia | Cronologia completa delle presenze e delle reti in nazionale ― Polonia | Cronologia completa delle presenze e delle reti in nazionale ― Polonia |
| Data                                                                   | Città                                                                  | In casa                                                                | Risultato                                                              | Ospiti                                                                 | Competizione                                                           | Reti                                                                   | Note                                                                   |
| ---------------------------------------------------------------------- | ---------------------------------------------------------------------- | ---------------------------------------------------------------------- | ---------------------------------------------------------------------- | ---------------------------------------------------------------------- | ---------------------------------------------------------------------- | ---------------------------------------------------------------------- | ---------------------------------------------------------------------- |
| 25-2-1998                                                              | Ramat Gan                                                              | Israele                                                                | 2 – 0                                                                  | Polonia                                                                | Amichevole                                                             | -1                                                                     | 46’                                                                    |
| 18-8-1999                                                              | Varsavia                                                               | Polonia                                                                | 1 – 2                                                                  | Spagna                                                                 | Amichevole                                                             | -1                                                                     | 46’                                                                    |
| 23-2-2000                                                              | Saint-Denis                                                            | Francia                                                                | 1 – 0                                                                  | Polonia                                                                | Amichevole                                                             | -1                                                                     |                                                                        |
| 29-3-2000                                                              | Debrecen                                                               | Ungheria                                                               | 0 – 0                                                                  | Polonia                                                                | Amichevole                                                             | -                                                                      |                                                                        |
| 4-6-2000                                                               | Losanna                                                                | Polonia                                                                | 1 – 3                                                                  | Paesi Bassi                                                            | Amichevole                                                             | -3                                                                     |                                                                        |
| 16-8-2000                                                              | Bucarest                                                               | Romania                                                                | 1 – 1                                                                  | Polonia                                                                | Amichevole                                                             | -1                                                                     |                                                                        |
| 2-9-2000                                                               | Kiev                                                                   | Ucraina                                                                | 1 – 3                                                                  | Polonia                                                                | Qual. Mondiali 2002                                                    | -1                                                                     |                                                                        |
| 7-10-2000                                                              | Łódź                                                                   | Polonia                                                                | 3 – 1                                                                  | Bielorussia                                                            | Qual. Mondiali 2002                                                    | -1                                                                     |                                                                        |
| 11-10-2000                                                             | Cracovia                                                               | Polonia                                                                | 0 – 0                                                                  | Galles                                                                 | Qual. Mondiali 2002                                                    | -                                                                      |                                                                        |
| 28-2-2001                                                              | Larnaca                                                                | Polonia                                                                | 4 – 0                                                                  | Svizzera                                                               | Amichevole                                                             | -                                                                      | 46’                                                                    |
| 24-3-2001                                                              | Oslo                                                                   | Norvegia                                                               | 2 – 3                                                                  | Polonia                                                                | Qual. Mondiali 2002                                                    | -1                                                                     | 66’                                                                    |
| 28-3-2001                                                              | Varsavia                                                               | Polonia                                                                | 4 – 0                                                                  | Armenia                                                                | Qual. Mondiali 2002                                                    | -                                                                      |                                                                        |
| 25-4-2001                                                              | Bydgoszcz                                                              | Polonia                                                                | 1 – 1                                                                  | Scozia                                                                 | Amichevole                                                             | -1                                                                     |                                                                        |
| 2-6-2001                                                               | Cardiff                                                                | Galles                                                                 | 1 – 2                                                                  | Polonia                                                                | Qual. Mondiali 2002                                                    | -1                                                                     |                                                                        |
| 6-6-2001                                                               | Erevan                                                                 | Armenia                                                                | 1 – 1                                                                  | Polonia                                                                | Qual. Mondiali 2002                                                    | -1                                                                     |                                                                        |
| 15-8-2001                                                              | Reykjavík                                                              | Islanda                                                                | 1 – 1                                                                  | Polonia                                                                | Amichevole                                                             | -1                                                                     |                                                                        |
| 1-9-2001                                                               | Cracovia                                                               | Polonia                                                                | 3 – 0                                                                  | Norvegia                                                               | Qual. Mondiali 2002                                                    | -                                                                      |                                                                        |
| 5-9-2001                                                               | Minsk                                                                  | Bielorussia                                                            | 4 – 1                                                                  | Polonia                                                                | Qual. Mondiali 2002                                                    | -4                                                                     |                                                                        |
| 6-10-2001                                                              | Katowice                                                               | Polonia                                                                | 1 – 1                                                                  | Ucraina                                                                | Qual. Mondiali 2002                                                    | -1                                                                     |                                                                        |
| 27-3-2002                                                              | Łódź                                                                   | Polonia                                                                | 0 – 2                                                                  | Giappone                                                               | Amichevole                                                             | -2                                                                     | 46’                                                                    |
| 17-4-2002                                                              | Łódź                                                                   | Polonia                                                                | 1 – 2                                                                  | Romania                                                                | Amichevole                                                             | -2                                                                     |                                                                        |
| 4-6-2002                                                               | Pusan                                                                  | Corea del Sud                                                          | 2 – 0                                                                  | Polonia                                                                | Mondiali 2002 - 1º turno                                               | -2                                                                     |                                                                        |
| 10-6-2002                                                              | Jeonju                                                                 | Portogallo                                                             | 4 – 0                                                                  | Polonia                                                                | Mondiali 2002 - 1º turno                                               | -4                                                                     |                                                                        |
| 12-10-2002                                                             | Varsavia                                                               | Polonia                                                                | 0 – 1                                                                  | Lettonia                                                               | Qual. Euro 2004                                                        | -1                                                                     |                                                                        |
| 20-11-2002                                                             | Copenaghen                                                             | Danimarca                                                              | 2 – 0                                                                  | Polonia                                                                | Amichevole                                                             | -2                                                                     |                                                                        |
| 12-2-2003                                                              | Spalato                                                                | Croazia                                                                | 0 – 0                                                                  | Polonia                                                                | Amichevole                                                             | -                                                                      |                                                                        |
| 29-3-2003                                                              | Chorzów                                                                | Polonia                                                                | 0 – 0                                                                  | Ungheria                                                               | Qual. Euro 2004                                                        | -                                                                      |                                                                        |
| 2-4-2003                                                               | Ostrowiec Świętokrzyski                                                | Polonia                                                                | 5 – 0                                                                  | San Marino                                                             | Qual. Euro 2004                                                        | -                                                                      |                                                                        |
| 6-6-2003                                                               | Poznań                                                                 | Polonia                                                                | 3 – 0                                                                  | Kazakistan                                                             | Amichevole                                                             | -                                                                      | 46’                                                                    |
| 11-6-2003                                                              | Solna                                                                  | Svezia                                                                 | 3 – 0                                                                  | Polonia                                                                | Qual. Euro 2004                                                        | -3                                                                     |                                                                        |
| 20-8-2003                                                              | Tallinn                                                                | Estonia                                                                | 1 – 2                                                                  | Polonia                                                                | Amichevole                                                             | -1                                                                     |                                                                        |
| 6-9-2003                                                               | Riga                                                                   | Lettonia                                                               | 0 – 2                                                                  | Polonia                                                                | Qual. Euro 2004                                                        | -                                                                      |                                                                        |
| 10-9-2003                                                              | Cracovia                                                               | Polonia                                                                | 0 – 2                                                                  | Svezia                                                                 | Qual. Euro 2004                                                        | -2                                                                     |                                                                        |
| 11-10-2003                                                             | Budapest                                                               | Ungheria                                                               | 1 – 2                                                                  | Polonia                                                                | Qual. Euro 2004                                                        | -1                                                                     |                                                                        |
| 12-11-2003                                                             | Varsavia                                                               | Polonia                                                                | 3 – 1                                                                  | Italia                                                                 | Amichevole                                                             | -1                                                                     |                                                                        |
| 16-11-2003                                                             | Płock                                                                  | Polonia                                                                | 4 – 3                                                                  | Serbia e Montenegro                                                    | Amichevole                                                             | -                                                                      | 46’                                                                    |
| 18-2-2004                                                              | San Fernando                                                           | Slovenia                                                               | 0 – 2                                                                  | Polonia                                                                | Amichevole                                                             | -                                                                      |                                                                        |
| 31-3-2004                                                              | Płock                                                                  | Polonia                                                                | 0 – 1                                                                  | Stati Uniti                                                            | Amichevole                                                             | -1                                                                     |                                                                        |
| 28-4-2004                                                              | Bydgoszcz                                                              | Polonia                                                                | 0 – 0                                                                  | Irlanda                                                                | Amichevole                                                             | -                                                                      | 58’                                                                    |
| 29-5-2004                                                              | Stettino                                                               | Polonia                                                                | 1 – 0                                                                  | Grecia                                                                 | Amichevole                                                             | -                                                                      | 46’                                                                    |
| 5-6-2004                                                               | Solna                                                                  | Svezia                                                                 | 3 – 1                                                                  | Polonia                                                                | Amichevole                                                             | -3                                                                     |                                                                        |
| 18-8-2004                                                              | Poznań                                                                 | Polonia                                                                | 1 – 5                                                                  | Danimarca                                                              | Amichevole                                                             | -2                                                                     | 46’                                                                    |
| 4-9-2004                                                               | Belfast                                                                | Irlanda del Nord                                                       | 0 – 3                                                                  | Polonia                                                                | Qual. Mondiali 2006                                                    | -                                                                      |                                                                        |
| 8-9-2004                                                               | Cracovia                                                               | Polonia                                                                | 1 – 2                                                                  | Inghilterra                                                            | Qual. Mondiali 2006                                                    | -2                                                                     |                                                                        |
| 9-10-2004                                                              | Vienna                                                                 | Austria                                                                | 1 – 3                                                                  | Polonia                                                                | Qual. Mondiali 2006                                                    | -1                                                                     |                                                                        |
| 13-10-2004                                                             | Cardiff                                                                | Galles                                                                 | 2 – 3                                                                  | Polonia                                                                | Qual. Mondiali 2006                                                    | -2                                                                     |                                                                        |
| 17-11-2004                                                             | Saint-Denis                                                            | Francia                                                                | 0 – 0                                                                  | Polonia                                                                | Amichevole                                                             | -                                                                      |                                                                        |
| 9-2-2005                                                               | Grodzisk Wielkopolski                                                  | Polonia                                                                | 1 – 3                                                                  | Bielorussia                                                            | Amichevole                                                             | -1                                                                     | 46’                                                                    |
| 26-3-2005                                                              | Varsavia                                                               | Polonia                                                                | 8 – 0                                                                  | Azerbaigian                                                            | Qual. Mondiali 2006                                                    | -                                                                      |                                                                        |
| 30-3-2005                                                              | Varsavia                                                               | Polonia                                                                | 1 – 0                                                                  | Irlanda del Nord                                                       | Qual. Mondiali 2006                                                    | -                                                                      |                                                                        |
| 4-6-2005                                                               | Baku                                                                   | Azerbaigian                                                            | 0 – 3                                                                  | Polonia                                                                | Qual. Mondiali 2006                                                    | -                                                                      |                                                                        |
| 13-11-2005                                                             | Barcellona                                                             | Ecuador                                                                | 0 – 3                                                                  | Polonia                                                                | Amichevole                                                             | -                                                                      | 66’                                                                    |
| 16-11-2005                                                             | Ostrowiec Świętokrzyski                                                | Polonia                                                                | 3 – 1                                                                  | Estonia                                                                | Amichevole                                                             | -                                                                      | cap. 46’                                                               |
| 1-3-2006                                                               | Kaiserslautern                                                         | Polonia                                                                | 0 – 1                                                                  | Stati Uniti                                                            | Amichevole                                                             | -                                                                      | 46’                                                                    |
| 28-3-2006                                                              | Riyad                                                                  | Arabia Saudita                                                         | 1 – 2                                                                  | Polonia                                                                | Amichevole                                                             | -1                                                                     | 84’                                                                    |
| 2-5-2006                                                               | Bełchatów                                                              | Polonia                                                                | 0 – 1                                                                  | Lituania                                                               | Amichevole                                                             | -1                                                                     | cap. 82’                                                               |
| 16-8-2006                                                              | Odense                                                                 | Danimarca                                                              | 2 – 0                                                                  | Polonia                                                                | Amichevole                                                             | -2                                                                     |                                                                        |
| 2-9-2006                                                               | Bydgoszcz                                                              | Polonia                                                                | 1 – 3                                                                  | Finlandia                                                              | Qual. Euro 2008                                                        | -3                                                                     |                                                                        |
| 14-10-2009                                                             | Chorzów                                                                | Polonia                                                                | 0 – 1                                                                  | Slovacchia                                                             | Qual. Mondiali 2010                                                    | -1                                                                     |                                                                        |
| 4-6-2013                                                               | Cracovia                                                               | Polonia                                                                | 2 – 0                                                                  | Liechtenstein                                                          | Amichevole                                                             | -                                                                      | cap. 34’                                                               |
| Totale                                                                 |                                                                        | Presenze                                                               | 60                                                                     |                                                                        | Reti                                                                   | -60                                                                    |                                                                        |

## Palmarès

### Competizioni nazionali
- Campionato olandese: 1

Feyenoord: 1998-1999
- Supercoppa dei Paesi Bassi: 1

Feyenoord: 1999
- Community Shield: 2

Liverpool: 2001, 2006
- Coppa di Lega inglese: 1

Liverpool: 2002-2003
- Coppa d'Inghilterra: 1

Liverpool: 2005-2006
- Campionato spagnolo: 1

Real Madrid: 2007-2008
- Supercoppa di Spagna: 1

Real Madrid: 2008
- Coppa di Spagna: 1

Real Madrid: 2010-2011

### Competizioni internazionali
- UEFA Champions League: 1

Liverpool: 2004-2005
- Supercoppa UEFA: 1

Liverpool: 2005